# Amaat Vyncke
Amaat Vyncke (Zedelgem, 12 februari 1850 - Kibanga (Congo), 17 oktober 1888) was een Belgische missionaris.
Onder invloed van zijn vroegere leraar Hugo Verriest werd hij een van de leidende figuren van de West-Vlaamse studentenbeweging. Samen met Zeger Maelfait en Verriest nam hij tijdens de Blauwvoeterij een vooruitstrevend standpunt in, dat de conservatieve hogere geestelijkheid tegen de haren streek. Binnen de studentenbeweging bleef hij steeds de betekenis van Albrecht Rodenbach benadrukken.

## Levensloop
Vyncke was de derde van de tien kinderen in het gezin van de koster van Zedelgem August Vyncke en van Maria-Theresia De Tollenaere.
Hij volgde middelbaar onderwijs aan het Klein Seminarie in Roeselare en het college in Menen, maar onderbrak in 1867 zijn studies om als Pauselijk Zoeaaf de Kerkelijke Staat te verdedigen tegen de legers van de Risorgimento die streefden naar de vereniging van Italië. Hij bleef twee jaar in Italië, maar raakte er niet betrokken in gevechten. Terug in Roeselare ontpopte hij zich in de jaren 1870-1871 als leider van het plaatselijke studenten-zoeavenkorps.
Hij richtte in 1873 mee de Westvlaamsche Gilde op. Kort daarna nam hij het initiatief voor de Almanak voor de leerende jeugd en het studententijdschrift De Vlaamsche Vlagge.
Hij werd seminarist en in 1875 voor korte tijd leraar aan het Klein Seminarie. Superior Delbar zocht echter een meer gezagsgetrouwe leraar en vroeg bisschop Johan Joseph Faict van Brugge een vervanger te benoemen. Na zijn priesterwijding in 1876 werd hij  onderpastoor in Dudzele. Hij deed het dorp sociaal en cultureel opleven en richtte de Fanfaregilde der Xaverianen op in 1877,  vandaag nog heel actief als Koninklijke Muziekmaatschappij "Poldergalm" Dudzele. De onderpastorie van Dudzele werd een centrum van de Blauwvoeterij. Vyncke ontving er bezoekers als Albrecht Rodenbach, Hugo Verriest, Pol De Mont en Guido Gezelle in de schaduw van een imposante notelaar, die ze de Groene Tente doopten. In 1881 was Vyncke nog een van de oprichters van 't Manneke uit de Mane.

## Missionaris
In het voorjaar van 1879 vroeg Vyncke de toestemming om het bisdom te verlaten en in te treden bij de Witte Paters. Na herhaalde weigeringen gaf bisschop Faict toe: in januari 1880 trad Vyncke toe bij de Sociëteit van de Witte Paters. Na zijn proeftijd in het noviciaat van de Witte Paters te Maison-Carrée nabij Algiers en een laatste rondreis in België, vertrok Vyncke in april 1883 naar Midden-Afrika. Na een tussenstop in Maison-Carrée reisde hij verder onder andere met het stoomzeilschip de SS Patna samen met Franse medepaters naar Zanzibar. Vanuit Zanzibar ging het met een karavaan via Bagamoyo, Tabora en Ujiji, naar het Tanganyikameer en bereikten zij in februari 1884 de missiepost Kibanga. Conform zijn Vlaamse overtuiging vond hij dat de kinderen in de missiepost in hun eigen taal moesten worden opgeleid, in plaats van in het Swahili. Begin 1885 was hij de uitvoerder van de eerste pokkenvaccinatie in Centraal-Afrika. Omdat het vaccin door de hitte niet meer actief was, schakelde hij met succes over op variolatie.

## Vyncke en Guido Gezelle
Hoe en wanneer Vyncke in contact kwam met Guido Gezelle en met hem bevriend werd, wordt in de aan hem gewijde biografieën niet gemeld. Er was twintig jaar leeftijdsverschil. Toen Vyncke in Roeselare of in Brugge verbleef, was Gezelle al naar Kortrijk vertrokken. Misschien was zijn leraar Hugo Verriest degene die hem met de 'Heer ende Meester' in contact bracht. Dat ze vrienden waren wordt aangetoond door de verschillende gedichten die Gezelle aan Vyncke opdroeg en de correspondentie tussen Gezelle en Vyncke.
Het eerste gedicht werd geschreven ter gelegenheid van de priesterwijding van Vyncke op 10 juni 1876 en maakte een parallel tussen zijn krijgshaftige tijd als zoeaaf en zijn priesterschap, waarbij voortaan zijn tong zijn zwaard zou zijn.
Een tweede, speels versje, dateerde uit 1880 en vorderde Vyncke, Vyncke, Vyncke op om zonder uitstel een boek terug te bezorgen dat hij van Gezelle had ontleend.
Ten slotte was er het gedicht dat Gezelle schreef bij de plechtige herdenking van zijn jonggestorven vriend, die doorging in Kortrijk op 25 juli 1889.
In 1880 schreef Vyncke naar Gezelle om hem moed in te spreken, nadat hij op straat door een paar dronkaards was aangevallen en afgetroefd. In hetzelfde jaar kwam Gezelle naar Dudzele om er, bij een feestelijke gelegenheid, een kanselrede te houden.

## Nalatenschap
Vynckes reisverslagen en brieven, met sappig taalgebruik, zijn bewaard en gepubliceerd in boekvorm en in de pers, o.a. in de Gazette van Brugge. Het verslag van zijn persoonlijke ervaringen met de Arabische slavenhandel in Ujiji, voorgesteld door Mgr. Charles Lavigerie in de Kathedraal van Sint-Michiel en Sint-Goedele in Brussel op 15 augustus 1888, lag mee aan de basis van de oprichting van de Société antiesclavagiste de Belgique en gaf de start van de Belgische antislavernijcampagne.
Hugo Verriest portretteerde Vyncke in zijn boek Twintig Vlaamse koppen (1901) als Ratte Vyncke: Zwart van ooge, zwart van haire, donker van velle,  kort gegroeid, toch niet gestuikt, maar sterk en taai, rilde en fijn,  met flink ontplooide lede, rap en snel, zijnde een levende vere in geheel zijn lijf, levende kwik, roerende en doende, ongedurig en speelziek maar durvend en stout en edelmoedig, fijn en verstandig, vol geest en begrip.